# يواكيم ويكرت
يواكيم ويكرت (بالإنجليزية: Joachim Weickert)‏ (ولد في 15 مارس 1965 في لودفيغسهافن) وهو أستاذ ألماني في الرياضيات وعلوم الكمبيوتر في جامعة سارلاند. في عام 2010، حصل يواكيم ويكرت على جائزة جوتفريد فيلهلم ليبنيز عن عمله في معالجة الصور. قام يواكيم ويكرت بدراسته الجامعية في جامعة كايزرسلاوترن للتكنولوجيا، ثم مكث هناك كطالب دراسات عليا، وحصل على الدكتوراه في الرياضيات عام 1996 تحت إشراف هيلموت نونزيرت. كانت أطروحته بعنوان «انتشار متباين الخواص» في معالجة الصور. بعد حصوله على مناصب أبحاث ما بعد الدكتوراه في جامعة أوتريخت وجامعة كوبنهاغن، أصبح أستاذاً مساعداً في جامعة مانهايم، وحصل على شهادة التأهل للأستاذية هناك في عام 2001. وفي نفس العام، حصل على منصب هيئة تدريس كأستاذ متفرغ في جامعة سارلاند.

## وصلات خارجية
- الموقع الرسمي